# Bát Đạt lĩnh

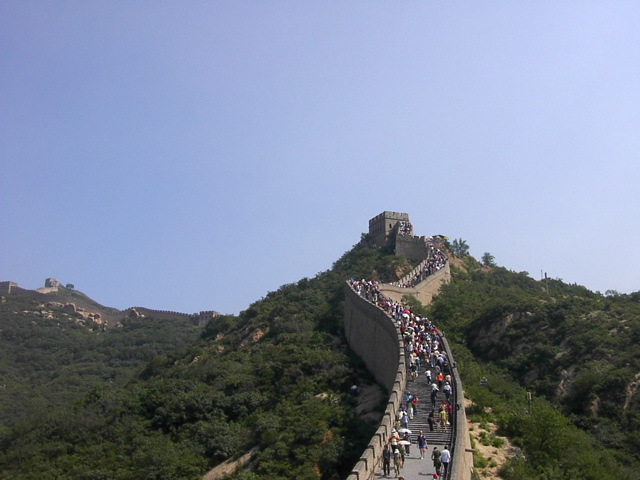
Trường Thành tại Bát Đạt Lĩnh

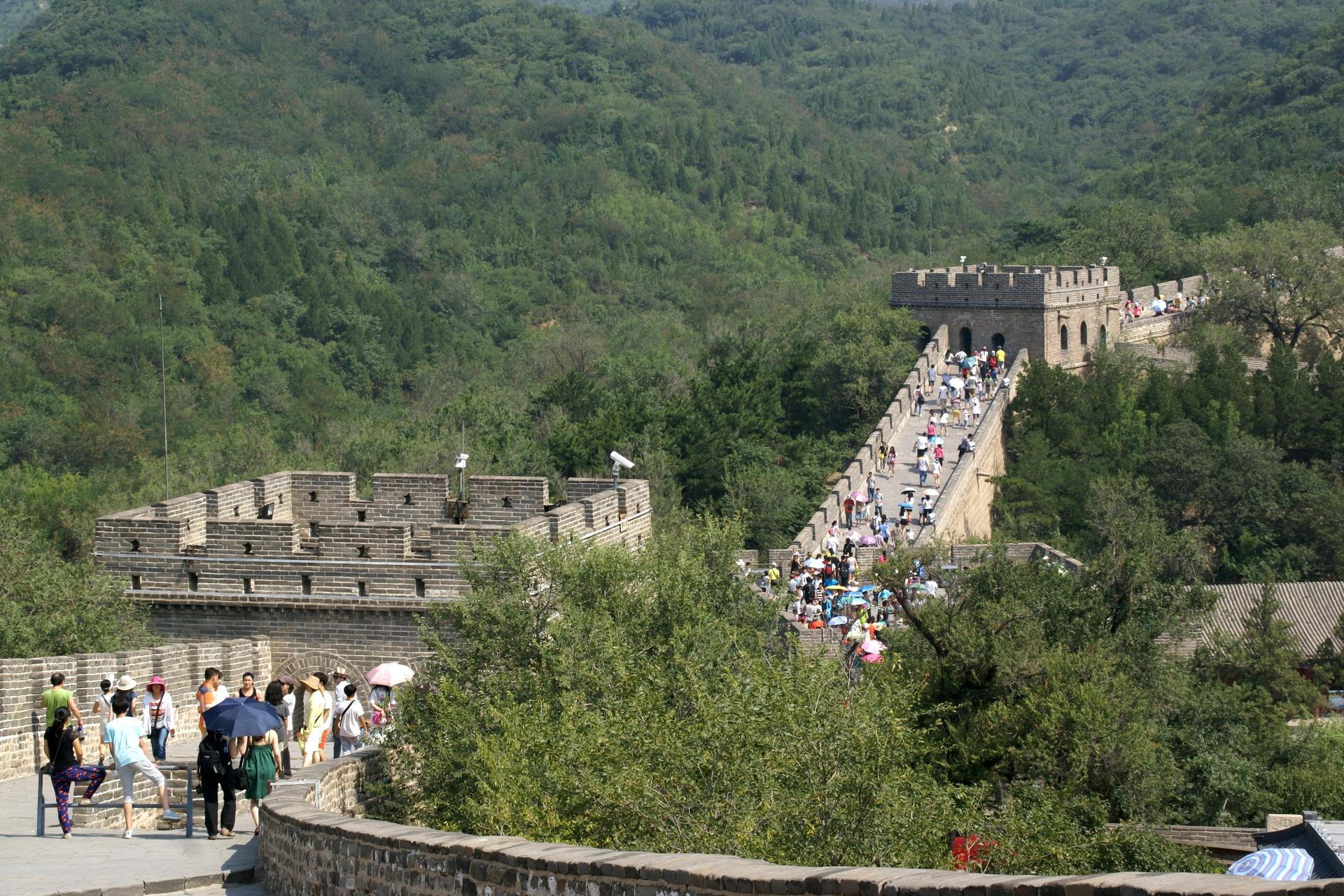

Bát Đạt Lĩnh (giản thể: 八达岭; phồn thể: 八達嶺; bính âm: Bādálǐng) là nơi có đoạn Trường Thành được viếng thăm nhiều nhất, nằm cách trung tâm đô thị của Bắc Kinh 50 dặm (80 km) về phía tây bắc, nơi này thuộc địa giới của huyện Diên Khánh, Bắc Kinh. Phần Trường Thành chạy qua địa điểm này được xây vào năm 1505 dưới thời nhà Minh, cùng với một tiền đồn quan sự đã cho thấy vị trí chiến lược quan trọng của nó. Điểm cao nhất của Bát Đạt Lĩnh là Bắc Bát Lâu (北八楼), có cao độ 1.015 mét (3.330 ft) trên mực nước biển.
Phần Trường Thành tại Bát Đạt Lĩnh đã trải qua các lần phục dựng lớn, và năm 1957 nó là đoạn Trường Thành đầu tiên mở cửa để tham quan. Hiện nay, hàng năm có hàng triệu lượt khách tham quan Bát Đạt Lĩnh, khu vực này nay đã có những bước phát triển đáng kể, với nhiều nhà hàng, khách sạn và xe cáp. Tuyến đường cao tốc Bát Đạt Lĩnh kết nối Bát Đạt Lĩnh và trung tâm Bắc Kinh đã hoàn thành. Tuyến S2, đường sắt ngoại ô Bắc Kinh phục vụ những người muốn đi đến Trường Thành từ Ga Bắc Bắc Kinh. Một tuyến xe buýt cũng chạy thường xuyên từ Đức Thắng Môn đến Bát Đạt Lĩnh.
Tường thành có chiều cao thay đổi, trung bình là 7 mét, có đoạn cao đến 14 mét. Bức tường rộng trung bình 6,5 mét, ở đỉnh rộng 5 mét, có thể cho năm con ngựa cùng chạy hoặc mười người cùng đi theo hàng ngang. Bát Đạt Lĩnh và vùng Trường thành phụ cận được giọi là Yên Kinh bát cảnh.
Tổng thống Hoa Kỳ Richard Nixon cùng phu nhân và phó Thủ tướng Trung Quốc Lý Tiên Niệm đã cùng viếng thăm nơi này vào ngày 24 tháng 2 năm 1972, trong chuyến thăm lịch sử tới Trung Quốc của ông.